# Caffè Nero (azienda)
Caffè Nero, o Caffè Nero Group Ltd, è una catena di coffee shop (caffetteria) britannica fondata a Londra nel 1997 da Gerry Ford. Gestisce più di 1.000 negozi in undici paesi. Nel 2009 ha aperto la sua torrefazione per rifornire tutti i suoi punti vendita.

## Storia
Fondata nel 1997 come PLC (public limited company). fu in seguito quotata nella Borsa di Londra con l'acronimo CFN. Nel 2007, in seguito ad un'operazione di buy-out, passa ad un'amministrazione privata.

## Successo commerciale
Partita nella città di Londra ed approdata con oltre 300 negozi in tutto il Regno Unito, Caffè Nero è stata la ventesima compagnia per rapidità di crescita in Europa nel 2004. Nel 2005 il fatturato è stato di 43,4 milioni di sterline. Nel 2011 il fatturato era salito a 227,9 milioni di sterline. Oltre alle tradizionali varianti di espresso, i negozi Caffè Nero propongono frappé, cioccolata calda, succhi di frutta, snacks dolci e panini.

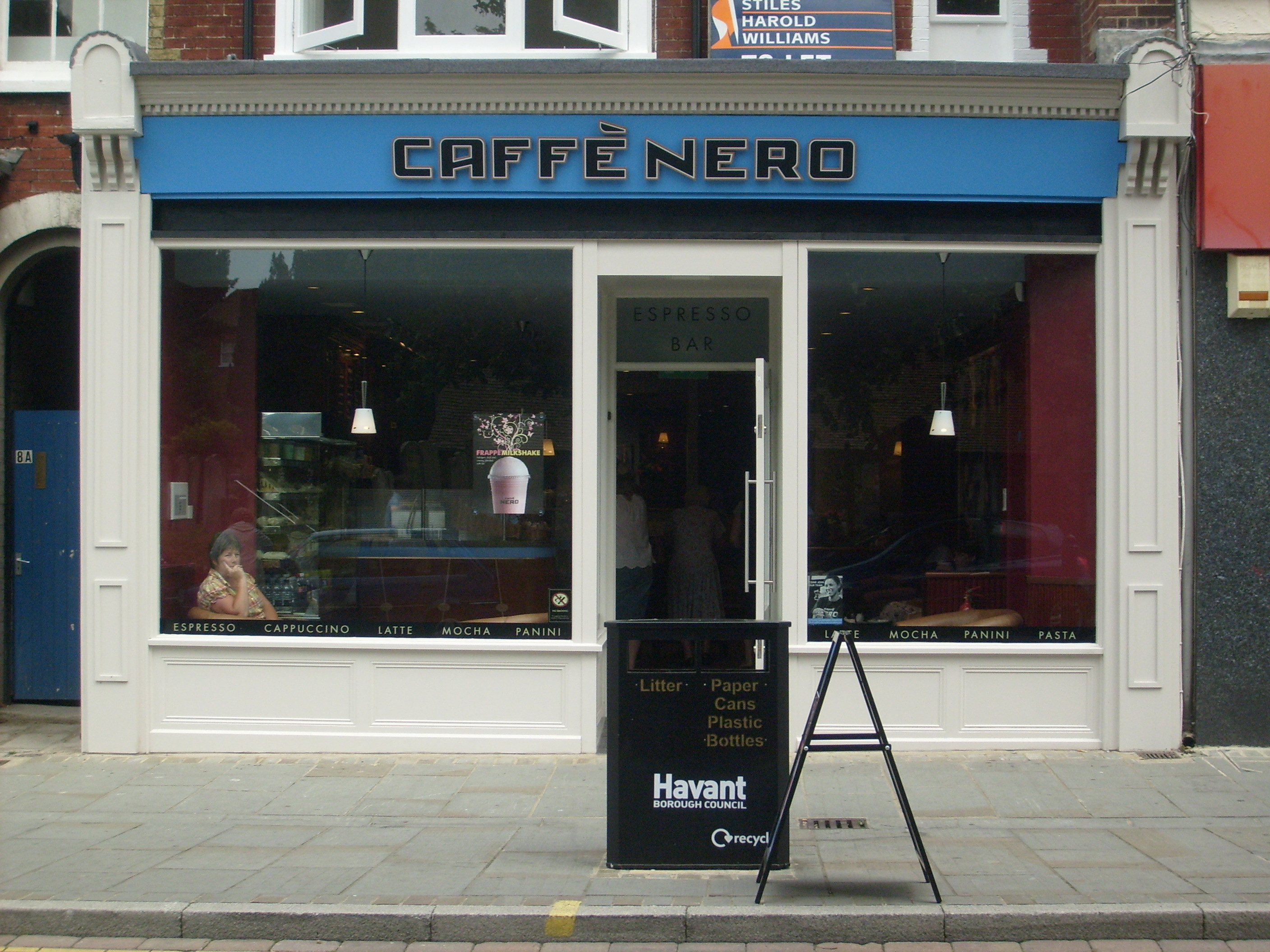
Caffè Nero a Portsmouth.